# Q-dance

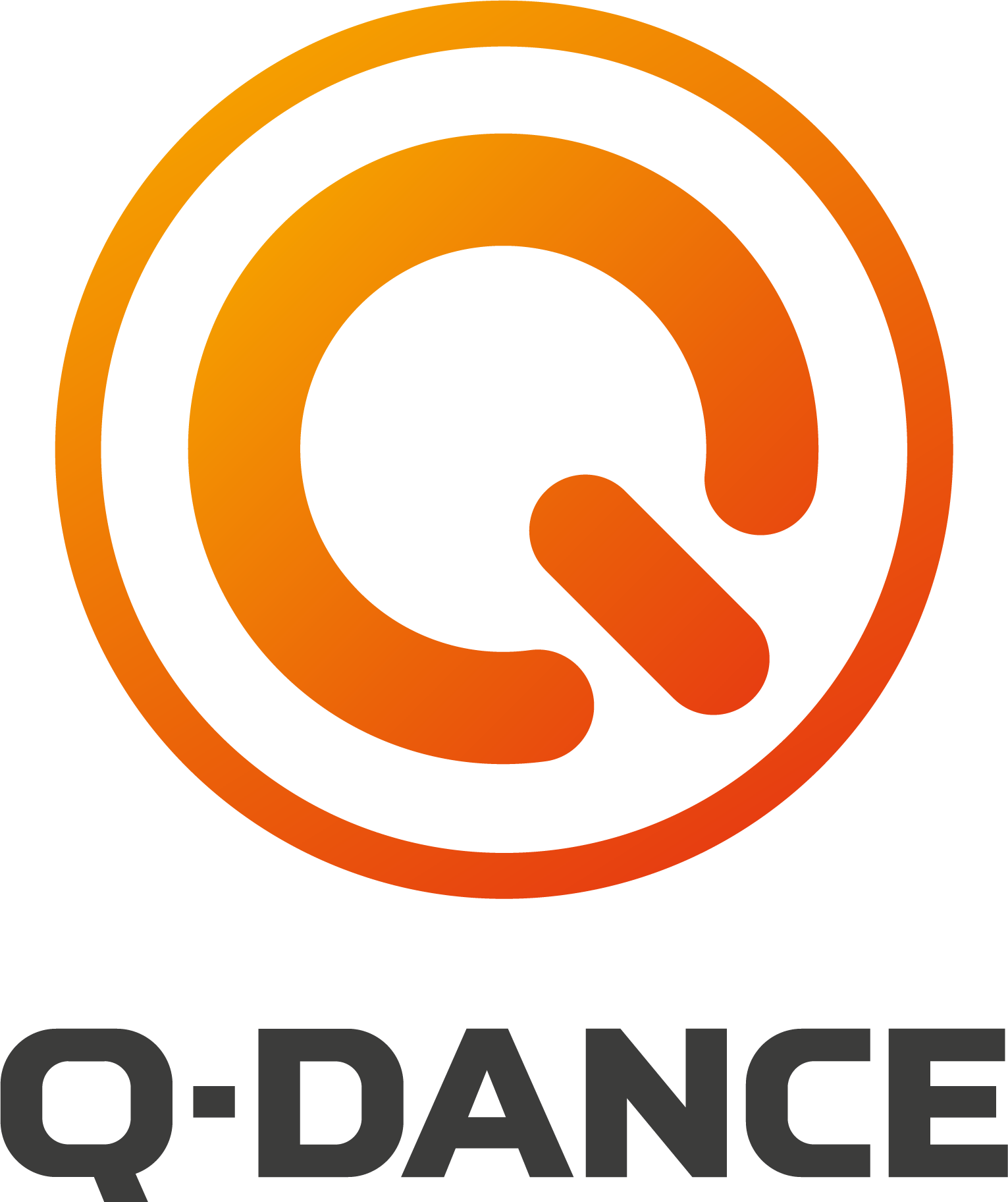
Q-dance company logo sinds 2018.

Q-dance is een Nederlandse organisator van dance-evenementen, die zich richt op de hardere stijlen zoals hardcore, hardstyle en hardhouse. Bekende concepten zijn Defqon.1 Festival, Q-BASE, Qlimax, X-Qlusive en EPIQ. Evenementen van Q-dance zijn te herkennen aan de naam; er is bijna altijd een Q in te vinden. Het logo van Q-dance is geïnspireerd op de powerknop van de computer; door deze 1/3 naar rechts te draaien ontstaat de Q.

## Oprichting en groei
Q-dance werd in 1999 opgericht als Qlass Elite door een aantal vrienden uit Landsmeer, met het idee om de oude housemuziek nieuw leven in te blazen met het concept Houseqlassics. Na twee edities van Houseqlassics werden in het jaar 2000 nieuwe evenementen aan de agenda toegevoegd, zoals 91-92 en Qlimax. Het jaar daarop werd de naam gewijzigd naar Q-dance. Met het concept Qlubtempo introduceerde Q-dance in 2001 een heel nieuwe muziekstroming: hardstyle. Deze muziekstroming groeide binnen enkele jaren uit tot een van de populairste muziekgenres binnen de dance en is nog steeds de voornaamste muzieksoort die op Q-dance-evenementen te horen is.
In 2002 besloot Q-dance het evenement Qlimax groter aan te pakken door te verhuizen naar het Thialf stadion in Heerenveen. Ook dat bleek te klein en in 2003 werd Qlimax voor het eerst georganiseerd in GelreDome in Arnhem. Op 16 november 2024 was de laatste editie van Qlimax. 
Op het strand van Bloemendaal werd in 2003 een nieuwe strandtent gebouwd: Q-beach. In het weekend werden er kleine feestjes en talentenjachten georganiseerd. Na twee zomers besloot Q-dance dat dit de laatste editie was van Q-beach. In 2003 werd het Defqon.1 Festival geïntroduceerd.
2008 was het jaar waarin QrimeTime plaats moest maken voor Qountdown, een nieuw concept dat het jaar afsloot in de Heineken Music Hall.
In 2010 vierde Q-dance haar tienjarig bestaan in de Amsterdam ArenA. Onder andere het reuzenrad van Defqon.1 2008, de "Flower of Life" van Qlimax 2008 en "Het Masker" van Qlimax 2006 dienden als decor.
Defqon.1 Festival verhuisde in 2011 van het Almeerderstrand naar het evenemententerrein in Biddinghuizen. Daarmee werd Defqon.1 Extended een meerdaags festival, waarbij bezoekers op de camping grenzend aan het festivalterrein konden overnachten. Voor de bezoekers kwam er ook een preparty en een afterparty. 
Op 31 december 2012 werd het jaar afgesloten met Freaqshow in plaats van Qountdown de jaren daarvoor. Ook is de locatie gewijzigd naar de Ziggo Dome. Na zes edities van Freaqshow kwam Q-dance met een nieuw concept: WOW WOW. Echter besloot Q-dance in 2019 dat dit ook de laatste editie zou zijn. 

## Evenementen

Tomorrowland 2023 - Q-dance.

| Evenement                     | Aantal edities | Eerste editie | Laatste editie |
| ----------------------------- | -------------- | ------------- | -------------- |
| Houseqlassics                 | 18             | 1999          | 2010           |
| '91-'92                       | 5              | 2000          | 2001           |
| Hardcore Resurrection         | 4              | 2000          | 2003           |
| Qlimax                        | 26             | 2000          | 2024           |
| Qontact                       | 8              | 2001          | 2004           |
| Qlubtempo                     | 31             | 2001          | 2007           |
| Club Q-BASE                   | 23             | 2002          | 2002           |
| Teqnology                     | 6              | 2002          | 2004           |
| X-Qlusive                     |                | 2002          | Heden          |
| Aqtivate                      | 1              | 2003          | 2003           |
| Q-Beach                       | 93             | 2003          | 2004           |
| Defqon.1 Festival             |                | 2003          | Heden          |
| Resurreqtion                  | 1              | 2004          | 2004           |
| Seqtion                       | 1              | 2004          | 2004           |
| QrimeTime                     | 4              | 2004          | 2007           |
| In Qontrol                    | 7              | 2004          | 2010           |
| Q-BASE                        | 15             | 2004          | 2018           |
| Luna - The One Man Show       | 1              | 2005          | 2005           |
| Dominator                     |                | 2005          | Heden          |
| Inqoming                      | 1              | 2006          | 2006           |
| Q-Factor                      | 17             | 2006          | 2006           |
| Q-dance Presents: ...         | 2              | 2008          | 2009           |
| Qountdown                     | 4              | 2008          | 2011           |
| The Qontinent                 | 15             | 2008          | 2024           |
| Scantraxx 10 Years            | 1              | 2012          | 2012           |
| Headhunterz - Hard With Style | 1              | 2012          | 2012           |
| QORE 3.0                      | 2              | 2012          | 2013           |
| QULT                          | 15             | 2012          | 2015           |
| Freaqshow                     | 6              | 2012          | 2017           |
| IQON                          | 1              | 2013          | 2013           |
| Wildstylez Lights Out Tour    | 1              | 2013          | 2013           |
| Nirvana of Noise              | 1              | 2013          | 2013           |
| Qapital                       | 9              | 2013          | 2022           |
| The Sound of Q-dance          |                | 2013          | Heden          |
| HEMQADE                       | 2              | 2014          | 2016           |
| A Hardstyle Halloween         | 2              | 2014          | 2014           |
| Hard Dance Event Live         | 1              | 2014          | 2014           |
| Wildstylez Lose Control Tour  | 1              | 2015          | 2015           |
| I AM HARDSTYLE                | 1              | 2015          | 2015           |
| WOW WOW                       | 1              | 2018          | 2018           |
| IMPAQT                        | 1              | 2019          | 2019           |
| EPIQ                          | 1              | 2019          | 2019           |
| DEDIQATED                     | 1              | 2020          | 2020           |